# 2Bobule
2Bobule je česká filmová komedie z roku 2009, volné pokračování filmu Bobule. Místo Tomáše Bařiny film režíroval Vlad Lanné. V roce 2009 se v českých kinech stal druhým nejnavštěvovanějším českým filmem, zhlédlo ho přes 357 tis. diváků.
Film na první díl navazuje volně, objevují se nové postavy Marie (Jana Pidrmanová), Jirkova slečna (Lukáš Langmajer), a její bohatí rodiče (Jiří Krampol a Jana Švandová), kteří na Jirku pošlou vraha Tichého (Jiří Korn). Děj se opět z největší části odehrává na jižní Moravě.

## Obsazení
| Lukáš Langmajer       | Jirka          |
| Kryštof Hádek         | Honza          |
| Tereza Voříšková      | Klárka         |
| Lubomír Lipský        | děda           |
| Václav Postránecký    | Michalica      |
| Jiří Korn             | Tichý          |
| Marian Roden          | František Mátl |
| Miroslav Táborský     | Kozderka       |
| Alice Šnirychová      | Kozderková     |
| Jana Pidrmanová       | Marie          |
| Jiří Krampol          | Kocúrik        |
| Jana Švandová         | Kocúriková     |
| Jan Antonín Duchoslav | Policista      |

## Recenze
- Kamil Fila: 2Bobule je komedie s únavovým syndromem, Aktuálně.cz, 22. října 2009 [3]
- František Fuka, FFFilm, 20. října 2009 [4]
- Jaroslav Sedláček, Czinema.cz, 23. října 2009 [5]